# Castillo Palanok
El castillo Palánok es un castillo histórico en la ciudad de Mukáchevo, en la óblast de Zakarpatia, Ucrania. Está preservado y se encuentra situado en una antigua colina volcánica de 68 metros. El complejo del castillo consta de tres partes: el castillo alto, medio y bajo.

## Historia
A través de los siglos, el castillo sirvió de residencia a muchas personas como la familia Koriátovych durante casi 200 años, el príncipe serbio Đurađ Branković, regente de Hungría, Juan Hunyadi, y la esposa de un rey húngaro, María, entre muchos otros. La edificación fue transformada posteriormente en una fortaleza inexpugnable, obra de ingenieros franceses. Después de la toma de la Bastilla, el castillo Palánok fue utilizado como prisión política para toda Europa.
Durante la propiedad del príncipe Fédir Koriátovych, el castillo se convirtió en uno de los lugares más protegidos de la región. El príncipe y su familia vivían en la parte más alta del castillo, que habían decorado profusamente. Francisco II Rákóczi utilizó el castillo como el centro de una guerra de independencia liderada por él mismo. De 1796 a 1897, el castillo fue utilizado como prisión. Durante 1805-1806, la Corona de san Esteban se mantuvo dentro del castillo para protegerla de las tropas de Napoleón I. En 1926, el castillo fue utilizado como cuartel, y más tarde como una escuela de agricultura.